# Histoire de la recherche sur le Pentateuque
Cet article concerne exclusivement la recherche sur le Pentateuque et non le Pentateuque lui-même. Pour la recherche sur les autres livres (Josué, Juges, Samuel, Rois), voir Historiographie deutéronomiste
L'Histoire de la recherche sur le Pentateuque est l'histoire de l'analyse critique et philologique de ces textes, depuis les premières remises en question de leur attribution, jusqu'aux théories et hypothèses récentes.
Bien que Philon d'Alexandrie (De vita Mosis 1 § 84) n'attribue à Moïse que la composition et la rédaction partielles du Pentateuque, les traditions anciennes, juive et chrétienne, lui en attribuent en général la composition et la rédaction totales. Le récit de la mort de Moïse et de son enterrement par Dieu, en Deutéronome 34, pose cependant un problème logique. Une réponse est que Josué, le successeur de Moïse, avait continué le travail inachevé (Talmud de Babylone, traité Baba Bathra, 14b). Dans cette ligne, Issac ibn Yasush au XIe siècle et Abraham ibn Ezra au XIIe siècle dressèrent des listes de post mosaïca, dans lesquelles on observe par exemple que :
- Genèse 36,31 nécessite d'avoir passé l'époque de la monarchie
- Nombres 22, 1 désigne la Transjordanie comme le pays au-delà du fleuve, ce qui nécessite d'écrire depuis Canaan ; or, Moïse est supposé ne pas y être entré
- etc.

Par la suite Baruch Spinoza dans son Traité théologico-politique (1670) remarque une unité entre le Pentateuque et les Livres historiques de Josué à Rois et en conclut qu'il ne peut avoir été écrit par Moïse. Il penche plutôt pour Esdras, après la fin du Royaume de Juda. Le débat ne s'amplifia qu'au XVIIIe siècle.

## Problème de l'auteur
Le Pentateuque a longtemps été considéré, tant par les juifs que par les chrétiens, comme écrit par Moïse. À cette Torah écrite s'ajoute chez les juifs la Torah orale, appelée Mishna, qui aurait aussi été composée par Moïse. Cette opinion a été la plus répandue jusqu'au XVIIIe siècle. Cependant, tenir cette position est difficile surtout si l'on regarde la fin du Deutéronome qui raconte la disparition de Moïse. Cela n'a pas gêné des auteurs comme Philon d'Alexandrie ou Flavius Josèphe qui considèrent que Moïse a pu raconter sa propre mort. Le Talmud propose une solution à ce problème en supposant que la fin de ce livre a été écrite par Josué.
À partir du XVe siècle cette tradition est remise en cause par des exégètes chrétiens, suivant en cela des auteurs juifs qui avaient déjà exprimé des doutes dès le XIIe siècle. Le rabbin andalou Abraham ibn Ezra dans son Commentaire de l'Exode laisse ainsi entendre que la Torah est constituée de plusieurs textes d'origines différentes,. Des théologiens chrétiens comme Alonso Tostado au XVe siècle se demandent si ce ne sont pas des auteurs tardifs, et plus particulièrement Esdras, qui auraient rédigé ce texte.
Cependant le premier à rejeter l'idée que Moïse a écrit les cinq livres est Andreas Bodenstein Karlstadt. Ce théologien protestant du XVIe siècle examine aussi dans son ouvrage la possibilité qu'Esdras soit le véritable auteur du Pentateuque pour finalement la repousser. A contrario, Andreas Masius juge plausible qu'Esdras et d'autres aient écrit le Pentateuque et les livres historiques et que l'histoire décrite dans ces livres ne serait pas plausible. D'autres auteurs comme Baruch Spinoza ou Richard Simon, dans son ouvrage L'Histoire critique du Vieux Testament publié en 1678, ont aussi pensé qu'Esdras était le véritable auteur du Pentateuque, même si le rôle de celui-ci varie d'auteur complet à celui de compilateur de textes traditionnels.
D'autres solutions ont pu aussi être apportées bien qu'elles nient toujours l'autorité de Moïse. Ainsi, Jean Le Clerc juge que l'auteur a recueilli les récits traditionnels après la chute d'Osée. Néanmoins, ces diverses propositions ne recueillent pas l'unanimité et jusqu'au XIXe siècle des auteurs considèrent que Moïse est l'auteur du Pentateuque.

## Sources

### Sources élohistes et sources yavhistes
À partir du moment où Moïse n'est plus considéré comme l'auteur des cinq livres, se pose la question des sources qui ont été fondues pour écrire ces premiers textes de la Bible. En effet des différences apparaissent dans le texte qui supposent plusieurs traditions. Une des plus évidentes est la dénomination de Dieu qui est parfois Elohim et le plus souvent le « Tétragramme » YHWH (transcription latine approchante des 4 consonnes hébraïques, lues parfois comme Yahveh ou Jéhovah [alors que la Torah proscrit de lire ce nom (références ?)].
Pour résoudre ces difficultés, des auteurs comme Richard Simon ont supposé des traditions remontant aux temps mosaïques et qui auraient été bien plus tard compilées dans les cinq livres du Pentateuque. Selon ce dernier, des scribes, à l'époque de Moïse, auraient commencé à écrire l'histoire du peuple juif et à recueillir les diverses lois et ces différents textes auraient été réunis dans ces cinq livres.
Supposer ainsi une transmission de textes a entraîné la création de trois théories principales cherchant à modéliser ce passage de textes anciens à l'écriture tardive du Pentateuque. Ces théories sont l'hypothèse documentaire, la théorie des fragments et la théorie des compléments. Dans le premier cas, les exégètes, comme Karl David Ilgen, supposent la coexistence ancienne de plusieurs sources (sources élohistes et sources yahvistes qui auraient ensuite été reliées. Dans le deuxième cas, défendu par des auteurs comme Alexander Geddes (en) et Johann Severin Vater, il n'existe plus un nombre limité de sources mais une multitude de textes sans liens entre eux regroupés plus tard par différentes écoles (une élohiste et une seconde yahviste) et fusionnés par la suite. Enfin, la dernière option suppose un texte originel, élohiste, auquel se seraient ajoutés différents récits dont un yahviste.
La force et l'importance de ces trois hypothèses n'ont cependant pas empêché des auteurs d'élaborer des théories plus personnelles comme Erich Zenger qui tente de marier ces trois hypothèses de base.

### L'hypothèse documentaire
L'hypothèse documentaire tire son origine de travaux antérieurs, parmi lesquels ceux de Spinoza, de Richard Simon, Henning Bernhard Witter (de) et de Jean Astruc. Witter, un pasteur protestant, émet en 1711 l'idée que Moïse pour écrire le Pentateuque a utilisé plusieurs sources. Cette théorie s'appuie sur l'utilisation de deux termes différents, YHWH et Elohim pour désigner Dieu. Astruc, dans son livre Conjectures sur les mémoires originaux dont il paraît que Moyse s’est servi pour composer le livre de la Genèse, publié anonymement en 1753, défend l'idée que Moïse a utilisé plusieurs sources différentes. Deux se distinguent par l'utilisation de YHWH ou Elohim, la troisième regroupe des textes indépendants.
En 1853 Hermann Hupfeld reprend les prémices de l'hypothèse documentaire, mais, en analysant le texte de la Genèse, conclut qu'il existe forcément plusieurs sources élohistes. Des différences linguistiques montrent que les passages dans lesquels Dieu est nommé Elohim sont d'auteurs différents. Dès lors, il faut supposer trois sources au Pentateuque : une source Élohiste 1, une Élohiste 2, indépendante et plus récente, et une yahviste. L'hypothèse est ensuite reprise par Charles-Henri Graf, dans son ouvrage de 1883 intitulé Les Livres historiques de l'Ancien Testament, qui cependant propose une autre chronologie et fait du document yahviste le plus ancien et l'élohiste 1, qu'il appelle sacerdotal (abrégé en P pour Priestercodex), le plus récent. La théorie de Graf est reprise et développée par Julius Wellhausen qui propose un modèle, connu sous le nom de « système de Graf-Wellhausen », qui fera référence au long des décennies suivantes. Dans cette approche un document yavhiste (abrégé en J) et un élohiste (E) ont été fondus en un document jéhoviste (JE) au VIIIe siècle auquel s'est adjoint au VIIe siècle un document deutérocanonique (D) ; le document sacerdotal (abrégé en P ou Q selon ses ouvrages) a été ajouté après l'exil. La rédaction finale est datée de la période d'Esdras. Cette hypothèse a longtemps été la plus acceptée et malgré quelques critiques elle est restée dominante jusque dans les années 1960, époque à laquelle elle a commencé à tomber en désuétude, jusqu'à son effondrement final dans les dernières décennies du XXe siècle.

### L'hypothèse des fragments
Deux auteurs ont défendu cette théorie qui veut que le Pentateuque soit constitué de nombreux fragments n'ayant pas de liens entre eux et compilés plus tard. Le premier, Alexander Geddes (en), pense que deux groupes distincts, un élohiste et un yavhiste, auraient organisé ces regroupements ; le second, Johann Severin Vater, estime que la base du Pentateuque se trouve dans la loi du Deutéronome.

### L'hypothèse des compléments
Cette dernière hypothèse proposée par Karl Gottfried Kelle et développée principalement par Heinrich Ewald suppose une œuvre originelle complète à laquelle divers fragments auraient été ajoutés. Elle a été reprise par Hans Heinrich Schmid qui dans son ouvrage de 1976, Der sogenannte Jahwist, défend l'idée d'un courant yavhiste qui après l'exil aurait écrit une histoire des Hébreux à partir de traditions anciennes. Martin Rose part de cette théorie pour proposer un auteur yavhiste tardif qui aurait composé les quatre premiers livres de la Bible le Tétrateuque pour donner un prologue au Deutéronome. Enfin John Van Seters en 1992 dans son livre Prologue to History: The Yahwist as Historian in Genesis défend lui aussi un Yavhiste historien dont le texte aurait été complété plus tard avec la source P ; dans ce système, la source E n'existerait pas.

### Pentateuque, Hexateuque ou Ennéateuque?
Les cinq premiers livres de la Bible forment une unité bâtie autour de Moïse et de la montée hors d'Égypte. La Genèse permet de raconter comment les Hébreux, peuple élu, sont arrivés dans ce pays qui, au début de l'Exode, a des allures cauchemardesques. Cependant, le récit s'interrompt avant la conquête, lorsque Josué hérite de Moïse le pouvoir de commander le peuple pour s'emparer de la Terre Promise. Le récit de cette conquête se fait dans le livre suivant ce qui a amené certains chercheurs à voir dans le Pentateuque et le Livre de Josué un ensemble dénommé Hexateuque. En allant plus loin, il est possible de voir un ensemble bien plus vaste allant de la Genèse à la fin du Second livre des Rois qui raconte l'histoire des Hébreux de la création du monde jusqu'à l'exil à Babylone. Cette longue histoire constituerait alors un ennéateuque,.

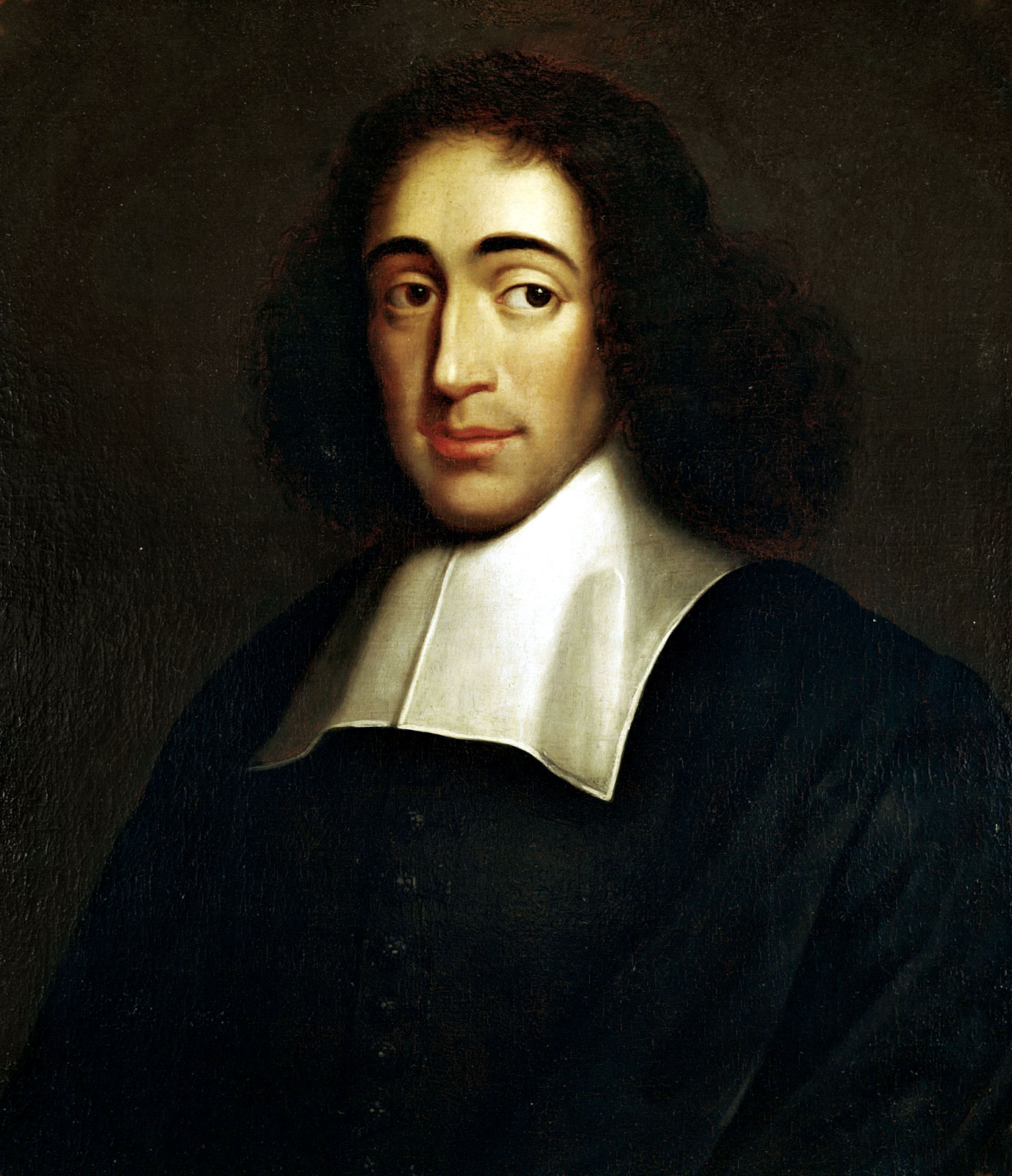
Portrait de Spinoza en 1665.

Baruch Spinoza dans son Traité théologico-politique de 1670, rejette l'idée que Moïse soit l'auteur du Pentateuque. Pour appuyer sa démonstration, il explique, entre autres arguments, que les cinq livres sont étroitement liés au Livre de Josué, aux Juges, au Livre de Ruth, à Samuel et aux deux Livres des Rois. Cette évidente parenté peut s'expliquer en supposant un auteur unique tardif, Esdras, qui aurait écrit une histoire complète des Hébreux des origines du monde jusqu'à la chute de Jérusalem. Bien que le Deutéronome reprenne des passages de la Genèse, trace d'une possible compilation remaniée, Esdras ne serait toutefois pas l'auteur de tout le Pentateuque car le Deutéronome proviendrait d'une source différente.
Cette proposition originale n'est généralement pas reprise par les exégètes postérieurs bien que Wilhelm Martin Leberecht de Wette, théologien allemand du XIXe siècle, imagine un récit unique qui conduit des origines à l'exil. Elle est difficilement acceptable du point de vue de la tradition juive, à l'encontre de laquelle elle va. De fait Spinoza, brillant élève de sa yechiva, a été exclu de la Synagogue par la procédure la plus infamante, le herem, et a fait l'objet d'une tentative d'assassinat par un fanatique traditionaliste. La tradition a en effet toujours séparé les livres de la Torah (le Pentateuque) et les livres des prophètes auxquels appartiennent Josué, Juges, Samuel et Rois. En outre, le canon établi par les églises catholique et orthodoxe n'arrête pas l'histoire du peuple juif aux deux livres des rois mais le poursuit jusqu'aux Maccabées.
Si l'idée d'un ennéateuque est plus difficile à argumenter, celle de l'hexéateuque montre un peu plus d'évidence car la fin du Deutéronome Josué prend la place de Moïse dans la conduite des Hébreux et cette mission se réalise dans le livre suivant. Cette théorie est défendue par Alexander Geddes (en), Abraham Kuenen et Julius Wellhausen.
Ces deux théories supposent une unité du Pentateuque même qui aurait à l'origine été uni à un ou quatre livres. Quoi qu'il en soit, le Pentateuque même peut être séparé en deux parties. La première irait de la Genèse au Livre des Nombres, formant un Tétrateuque, la seconde serait constituée du Deutéronome seul. C'est parce que ce livre est singulier au regard des quatre autres, qu'un auteur deutéronomiste a été supposé, qui aurait composé un récit qui irait du Deutéronome au Second livre des Rois. C'est l'unification des deux textes, le Tétrateuque et l'histoire deutéronomiste, qui aurait constitué l'Ennéateuque.

### Périmètre des sources et diversité des périodes de rédaction
Quand ils repèrent des ruptures logiques du récit et observent un certain nombre de doublons pour d'autres récits, Henning Bernhard Witter (de) (1683-1715) et Jean Astruc (1684-1766, médecin de Louis XV) élaborent chacun de leur côté une théorie des sources du Pentateuque.
Astruc publie en 1753 des Conjectures sur les mémoires originaux dont il paroit que Moyse s'est servi pour composer le livre de la Genèse. Il en repère 12 et particulièrement :
- le mémoire A où Dieu est nommé Elohim
- le mémoire B où Dieu est nommé YHWH

Cet ouvrage sera considéré comme attaquant le Pentateuque [réf. souhaitée], puisqu'il feint d'ignorer l'unicité de Elohim et YHWH. Néanmoins, on tient là l'embryon de la théorie documentaire.

## La lecture de la Bible en Europe auXIXesiècle
Le renouveau de la lecture de la Bible (et non plus du seul Pentateuque) en Europe au XIXe siècle offre le contexte à ces travaux.

### Les principaux modèles
Dans l'ensemble, les théories des sources du Pentateuque répondent à trois modèles d'explication :
- L'hypothèse documentaire : Plusieurs trames narratives d'époques et de lieu de rédaction différents racontent la même intrigue avec des perspectives idéologiques et théologiques différentes sont réunies par des rédacteurs successifs.
- La théorie des fragments : un grand nombre de textes narratifs et législatifs sont épars et isolés, sans continuité narrative. Ils sont réunis par plusieurs rédacteurs qui leur donnent un cadre chronologique.
- La théorie des compléments : un noyau central a été réécrit et a reçu de nombreux compléments par de nombreux auteurs.

Le système de Graff-Wellhausen, forme la plus connue et la plus répandue de l'hypothèse documentaire, a contesté la rédaction du Pentateuque par Moïse en affirmant qu'il se compose d'une compilation de quatre traditions théologiques différentes et plus anciennes. Cette théorie est abandonnée depuis la fin du XXe siècle.

## Les sociétés de littérature biblique
L'interdisciplinarité et l'internationalisation sont vite devenues les clefs de la recherche.
(à suivre)

## L'archéologie biblique
L'archéologie biblique est fondée par les églises américaines néo-protestantes dans le projet de donner des preuves archéologiques aux récits bibliques et d'alimenter le concordisme. Le fleuron de ces archéologues est William Foxwell Albright. Les résultats théologiques ne sont pas exactement attendus mais l'archéologie du Moyen-Orient connaît un développement sans pareil sous la poussée d'équipes britanniques, américaines et allemandes.

## L'adieu au Yahviste
C'est une théorie européenne (chercheurs allemands et suisses, surtout) développée par John Van Seters et d'autres comme Thomas Römer et Albert de Pury. Elle remet en cause les théories précédentes, créant un débat. Peut-être le yahwiste n'est-il qu'un prêtre ? Un consensus croissant se fait autour de l'idée que les récits concernant les patriarches et Moïse n'étaient pas liés avant la rédaction du code sacerdotal.